# Голованово (Звонская волость)
Голованово — деревня в Опочецком районе Псковской области России. Входит в состав Звонской волости.
Расположена в 10 км к юго-востоку от города Опочка.
Численность населения по состоянию на 2000 год составляла 10 человек, на 2012 год — 7 человек.